# Gerronema viridilucens
O Gerronema viridilucens é uma espécie de cogumelo bioluminescente.